# Konwergencja sigma
Konwergencja sigma – zmniejszanie wraz z upływem czasu zróżnicowania dochodu per capita pomiędzy regionami bądź krajami.